# Sclerolobium pilgerianum
Sclerolobium pilgerianum é uma espécie vegetal da família Fabaceae.
Apenas pode ser encontrada no Brasil.